# Старобешівська селищна рада
Старобешівська се́лищна ра́да — адміністративно-територіальна одиниця та орган місцевого самоврядування у Старобешівському районі Донецької області. Адміністративний центр — селище міського типу Старобешеве.

## Загальні відомості
- Територія ради: 10,972 км²
- Населення ради: 6 471 особа (станом на 1 січня 2011 року)

## Населені пункти
Селищній раді підпорядковані населені пункти:
- смт Старобешеве

## Склад ради
Рада складається з 30 депутатів та голови.
- Голова ради: Федоров Федір Костянтинович

### Керівний склад попередніх скликань
| Прізвище, ім'я, по батькові | Основні відомості                                                                      | Дата обрання | Дата звільнення |
| --------------------------- | -------------------------------------------------------------------------------------- | ------------ | --------------- |
| Федоров Федір Костянтинович | Сільський голова, 1953 року народження, освіта вища, член Комуністичної партії України | 25.05.2014   |                 |

Примітка: таблиця складена за даними сайту Верховної Ради України

### Депутати
За результатами місцевих виборів 2010 року депутатами ради стали:

#### За суб'єктами висування
| Суб'єкт висування | Кількість обраних депутатів | %   |
| ----------------- | --------------------------- | --- |
| Партія регіонів   | 30                          | 100 |

#### За округами
| № округу        | Прізвище, ім'я, по батькові      | Дата визнання обраним | Освіта  | Партійна приналежність | Відомості про обраного депутата                                                               |
| --------------- | -------------------------------- | --------------------- | ------- | ---------------------- | --------------------------------------------------------------------------------------------- |
| Партія регіонів |                                  |                       |         |                        |                                                                                               |
| 1               | Васильєва Алла Миколаївна        | 02.11.2010            | вища    | член Партії регіонів   | Вузел УДППЗ «Укрпошта», ЦВП № 1, начальник                                                    |
| 2               | Караськова Любов Олександрівна   | 02.11.2010            | вища    | член Партії регіонів   | Бібліотека для дорослих, завідувачка абонементу                                               |
| 3               | Федорова Рита Валеріївна         | 02.11.2010            | вища    | член Партії регіонів   | дитячий садок «Сказка», вихователь                                                            |
| 4               | Федоров Георгій Дмитрович        | 02.11.2010            | вища    | член Партії регіонів   | СМУ № 194, начальник                                                                          |
| 5               | Михайлов Олег Михайлович         | 02.11.2010            | середня | член Партії регіонів   | ПП Магазин «Стройцентр», директор                                                             |
| 6               | Ільїн Вадим Іванович             | 02.11.2010            | вища    | член Партії регіонів   | Старобешівське районне управління юстиції, начальник державної виконавчої служби              |
| 7               | Юр'єв Микола Вікторович          | 02.11.2010            | вища    | член Партії регіонів   | Старобешівська райдержадміністрація, державний реєстратор                                     |
| 8               | Пефтієв Олександр Іванович       | 02.11.2010            | вища    | член Партії регіонів   | ЦЕЗ, начальник                                                                                |
| 9               | Волков Федір Павлович            | 02.11.2010            | вища    | член Партії регіонів   | ПП Волков, директор ринку                                                                     |
| 10              | Кудря Олена Олександрівна        | 02.11.2010            | вища    | член Партії регіонів   | Управління пенсійного фонду, заступник начальника                                             |
| 11              | Балабанов Ігор Георгійович       | 02.11.2010            | вища    | член Партії регіонів   | АТП «Молоко», начальник                                                                       |
| 12              | Карасьов Валерій Анатолійович    | 02.11.2010            | середня | член Партії регіонів   | фермерське господарство «Прогрес», голова                                                     |
| 13              | Антонов Анатолій Миколайович     | 02.11.2010            | вища    | член Партії регіонів   | МІДФСС по ВПТ, спеціаліст по оздоровленню                                                     |
| 14              | Чаликова Марія Михайлівна        | 02.11.2010            | середня | член Партії регіонів   | пенсіонер                                                                                     |
| 15              | Сегеда Наталя Володимирівна      | 02.11.2010            | вища    | член Партії регіонів   | Бюро технічної інвентаризації, начальник                                                      |
| 16              | Горшколепова Наталія Іванівна    | 02.11.2010            | вища    | член Партії регіонів   | Старобешівська селищна рада, секретар                                                         |
| 17              | Гулєєва Валентина Василівна      | 02.11.2010            | вища    | член Партії регіонів   | ЦРЛ, завідувач денного стаціонару                                                             |
| 18              | Нестеренко Надія Володимирівна   | 02.11.2010            | вища    | член Партії регіонів   | Старобешівська районна рада, головний спеціаліст                                              |
| 19              | Калмикова Світлана Володимирівна | 02.11.2010            | вища    | член Партії регіонів   | Школа мистецтв, директор                                                                      |
| 20              | Біатов Іван Васильович           | 02.11.2010            | вища    | член Партії регіонів   | Фермерське господарство «Іван», голова                                                        |
| 21              | Яйленко Іван Миколайович         | 02.11.2010            | вища    | член Партії регіонів   | Старобешівське управління газового господарства, начальник служби мереж та ГРП                |
| 22              | Анастасова Наталія Георгіївна    | 02.11.2010            | вища    | член Партії регіонів   | Старобешівська районна рада, начальник оргвідділу                                             |
| 23              | Кузьменко Ірина Георгіївна       | 02.11.2010            | вища    | член Партії регіонів   | Старобешівська загальноосвітня школа, вчитель                                                 |
| 24              | Рябошапка Сергій Олександрович   | 02.11.2010            | середня | член Партії регіонів   | Фермерське господарство «Водолій», голова                                                     |
| 25              | Агаркова Віра Анатоліївна        | 02.11.2010            | вища    | член Партії регіонів   | Редакція районної газети «Новая жизнь», відповідальний секретар                               |
| 26              | Шпак Валентина Іванівна          | 02.11.2010            | вища    | член Партії регіонів   | дитячий садок"Улыбка", вихователь                                                             |
| 27              | Панько Тетяна Антонівна          | 02.11.2010            | вища    | член Партії регіонів   | Районний центр соціальних служб для сім'ї, дітей та молоді, директор                          |
| 28              | Самойленко Тетяна Євгенівна      | 02.11.2010            | вища    | член Партії регіонів   | пенсіонер                                                                                     |
| 29              | Михайлова Ольга Олексіївна       | 02.11.2010            | вища    | член Партії регіонів   | Державна податкова інспекція, начальник відділу погашення прострочених податкових зобов'язань |
| 30              | Попова Яна Віталіївна            | 02.11.2010            | вища    | член Партії регіонів   | Контрольно-ревізійне управління, провідний контролер-ревізор                                  |